# 카와모토 마코토
카와모토 마코토(川本 真琴, 1974년 8월 19일 ~)는 일본의 여성 싱어송라이터이다. 본명은 카와모토 카즈요(川本 和代)이며, 후쿠이현 후쿠이시에서 태어났다.
1996년에 싱글 〈아이노 사이노〉로 데뷔했으며, 대표곡으로는 〈1/2〉,〈사쿠라〉 등이 있다.

## 음반 목록

### 싱글
1. 〈아이노 사이노〉 (愛の才能. 1996년)
2. 〈DNA〉 (1996년)
3. 〈1/2〉 (1997년)
4. 〈사쿠라〉 (桜. 1998년)
5. 〈피카피카〉 (ピカピカ. 1999년)
6. 〈비네쓰〉 (愛の才能. 2000년)
7. 〈FRAGILE〉 (2000년)
8. 〈Gimmeshelter〉 (2001년)
9. 〈Blossom〉 (2001년)

### 정규 음반
- 《가와모토 마코토》 (川本真琴, 1997년)
- 《gobbledygook》 (2001년)
- 《온가쿠노 세카이에 요코조》 (音楽の世界へようこそ, 2010년)
- 《The Complete Singles Collection 1996~2001》 (2011년)